# Comuna Horișnie, Horohiv
Horișnie (în ucraineană Горішнє) este o comună în raionul Horohiv, regiunea Volînia, Ucraina, formată din satele Horișnie (reședința), Ivanivka și Novostav.

## Demografie
Componența lingvistică a satului Horișnie
     Ucraineană (99,92%)
     Alte limbi (0,08%)
Conform recensământului din 2001, majoritatea populației satului Horișnie era vorbitoare de ucraineană (99,92%), existând în minoritate și vorbitori de alte limbi.